# درواه چان
درواه چان، یک رودخانهٔ فصلی در جنوب کوخرد از توابع شهرستان بستک در استان هرمزگان ایران است..
در گویش لارستانی در جنوب ایران به پدیده‌های طبیعی دره‌مانندی که بیشتر نقش رود فصلی را دارد دَرواه گفته می‌شود.
درواه (دره) یا وادی، گشادگی میان دو کوه‌است که شامل زمینی است دراز و کشیده که غالباً رودی در آن جریان دارد ویا معبر سیل است.
این رود فصلی، دره بزرگی است که در جنوب کوخرد در جعفرآباد مؤه مهمد قرار دارد که از کوه پرِرچرچو سرچشمه می‌گیرد. در وسط این دره قدیمی‌های کوخرد سدی به نام سد جابر ایجاد کرده‌اند که قسمتی از آب این دره را به طرف نخلستان‌هایشان در منطقه (کل کادی) و جابر می‌برند.
در پشت این سد لمبیری وجود دارد به نام «لمبیر ملکی» در طول سال در لمبیر آب وجود دارد و پرندگان مختلفی و در فصلهای مختلف از سال در این لمبیر دیده می‌شوند.
در طول این درواه نخلستانهای وسیعی وجود دارد. این دره از طرف مشرق «مُؤهِ مُهمَد» بمسافت ۱۰۰ متر واقع است، و از طرف کل کادی بمسافه ۵۰۰ متر قرار دارد.
آنگاه به طرف شمال سرازیر می‌گردد تا اینکه به رودخانه مهران می‌ریزد.

## وجه تسمیه
وجه تسمیت این درواه (دره) به نام « درواه چان » 
یا « درواه چُّن » از این قرار است، روایت است که در دوران بسیار دور شخصی در این درواه عمیق نخل کاشته بوده و روزانه برای آبیاری نخلهایش به آنجا می‌رفته‌است، بعد از مدت‌ها در آن منطقه یک «جِن» ظاهر می‌شود، این جِن با آن شخص رابطهٔ دوستی می‌بندد و هر وقتی صاحب نخل به سر نخلهایش می‌رود آن جن هم ظاهر می‌شده‌است، بنا براین این درواه « درواه جِن » نامگذاری کرده‌اند که بعدها به 
«درواه چان» تبدیل شده‌است، و به گویش محلی «درواه چُن» نامیده می‌شود.

## محدوده درواه
از شمال رودخانه مهران، از جنوب سد جابر و کوه پرِرچرچو، از مغرب جعفرآباد (مؤه مهمد)، و از مشرق به (کل کادی) محدود می‌گردد..

## فهرست منابع و مآخذ
- محمدیان، کوخردی، محمد، “ «به یاد کوخرد» “، ج۲. چاپ اول، دبی: سال انتشار ۲۰۰۳ میلادی.
- نگاره‌ها از: عبدالغفار علیرضائی و محمد محمدیان.
- الکوخردی، محمد، بن یوسف، (کُوخِرد حَاضِرَة اِسلامِیةَ عَلی ضِفافِ نَهر مِهران Kookherd، an Islamic District on the bank of Mehran River) الطبعة الثالثة، دبی: سنة ۱۹۹۷ للمیلاد.
- محمدیان، کوخردی، محمد ،  (شهرستان بستک و بخش کوخرد) ، ج۱. چاپ اول، دبی: سال انتشار ۲۰۰۵ میلادی.